# ووادیسواف نویبلت
ووادیسواف نویبلت (لهستانی: Władysław Neubelt؛ ‏ تلفظ لهستانی: [vwaˈdɨswaf]؛ ‏ ۱ فوریهٔ ۱۸۷۹ – ۹ ژوئن ۱۹۶۵) بازیگر و کارگردان نمایش اهل لهستان بود. او از آغاز تأسیس سندیکای هنرمندان صحنه لهستان عضو آن بود و در سال ۱۹۶۲ بازنشسته شد.
از فیلم‌هایی که وی در آن‌ها نقش داشته‌است، می‌توان به جوانی شوپن و شاهزاده وویتسکا اشاره نمود.